# Primula longipes
Primula longipes är en viveväxtart som beskrevs av Josef Franz Freyn och Sint. Primula longipes ingår i släktet vivor, och familjen viveväxter. Inga underarter finns listade i Catalogue of Life.